# Kukuzel Cove
Die Kukuzel Cove (englisch; bulgarisch залив Кукузел saliw Kukusel) ist eine 1,18 km breite und 620 m lange Bucht im Nordwesten der Livingston-Insel im Archipel der Südlichen Shetlandinseln. Als Nebenbucht der Barclay Bay liegt sie zwischen dem Villard Point im Westen und dem Lair Point im Osten.
Britische Kartierungen erfolgten 1822 und 1968, chilenische 1971, argentinische 1980, spanische 1992, bulgarische 2005 und 2009. Die bulgarische Kommission für Antarktische Geographische Namen benannte sie 2006 nach dem bulgarischen Komponisten für Kirchenmusik und Sänger Joan Kukusel (1280–1360), Heiliger der Bulgarisch-orthodoxen Kirche.